# Park Byung-jin
Park Byung-jin (* 28. Juni 1983) ist ein südkoreanischer Fußballschiedsrichter. Er ist seit 2014 K-League-Schiedsrichter und pfeift Spiele der K League Classic und der K League Challenge.